# Reinhard Golz
Reinhard Golz (* 28. Oktober 1943 in Stettin) ist ein deutscher Pädagoge und emeritierter Professor für Historische und Vergleichende Erziehungswissenschaft.

## Leben
Reinhard Golz studierte die Fächer Geschichte, Slawistik und Pädagogik an der Pädagogischen Hochschule Dresden. Von 1972 bis 1977 arbeitete er als Russisch- und Geschichtslehrer und von 1977 bis 1986 als wissenschaftlicher Assistent im Bereich Historische und Vergleichende Pädagogik an der PH Dresden. Dort promovierte er 1981 zum pädagogischen Wirken Rosa Luxemburgs in der internationalen Arbeiterbewegung und wurde 1986 habilitiert zu Darstellungen des Verhältnisses von Erziehung und Gesellschaft in sozial- und erziehungswissenschaftlichen Publikationen.
1986 wechselte er an die Pädagogische Hochschule Magdeburg (ab 1993 Otto-von-Guericke-Universität), wo er 1992 zum Professor und Leiter des Lehrstuhls Historische und Vergleichende Erziehungswissenschaft berufen wurde. Bis zu seiner Emeritierung 2009 arbeitete er in dieser Funktion, auch in Kooperation mit Erziehungswissenschaftlern in Osteuropa, Russland (und früher der Sowjetunion), insbesondere aber den USA und Kanada. Zwischen 2004 und 2011 arbeitete er als Gastprofessor und Seminarleiter in Sommerkursen an der kanadischen University of Lethbridge.
Von 2014 bis 2020 war er Herausgeber der Online-Zeitschrift „International Dialogues on Education: Past and Present“. Er übergab die Leitung dieses Journals 2020 an die Professoren David Wicks und Arthur K. Ellis (Seattle Pacific University).

## Forschung
Seine Forschungsinteressen liegen in der Bildungsgeschichte in international-vergleichenden Kontexten besonders hinsichtlich pädagogischer und bildungspolitischer Konzeptionen amerikanischer, russischer und deutscher Klassiker der Pädagogik sowie der internationalen Reformpädagogik und interkultureller Bildung.

## Schriften (Auswahl)
- Reinhard Golz, Werner Korthaase (Hrsg.): Comenius und unsere Zeit. Schneider-Verlag, Baltmannsweiler 1996, ISBN 3-87116-999-4.
- ReinhardGolz, Wolfgang Mayrhofer (Hrsg.): Luther und Melanchthon im Bildungsdenken Mittel- und Osteuropas. LIT, Münster 1996, ISBN 3-8258-3280-5.
- Reinhard Golz, Rudolf W. Keck, Wolfgang Mayrhofer (Hrsg.): Humanisierung der Bildung: Jahrbuch. Lang, Frankfurt am Main (1998–2003). ISSN 1436-2740
- Reinhard Golz: The foundation of peace education by Jan Amos Comenius (1592–1670) and its topicality. In: International dialogues on education: IDE; past and present. 2, 2, 2015, S. 131–143, ISSN 1436-2740 (Online, PDF (1) und PDF (2))
- Reinhard Golz, Wolfgang Mayrhofer (Hrsg.): Beiträge zur Bildungsgeschichte in Sachsen-Anhalt. Klinkhardt, Bad Heilbronn 1993, ISBN 3-7815-0742-4.
- Reinhard Golz: Anmerkungen zur Rezeption östlicher Reformpädagogik in der pädagogischen Historiographie der DDR. In: E. Cloer, R. Wernstedt (Hrsg.): Pädagogik in der DDR. Eröffnung einer notwendigen Bilanz. Deutscher Studien Verlag, Weinheim 1994, ISBN 3-89271-479-7, S. 156–169.
- Reinhard Golz: Geschichte der Erziehung zwischen Vorgaben und Gestaltungsversuchen. In: Heinz-Hermann Krüger, Winfried Marotzki (Hrsg.): Pädagogik und Erziehungsgestaltung in der DDR. Leske + Budrich, Opladen 1994, ISBN 3-8100-1160-6, S. 161–176.
- Reinhard Golz: European or National Education? K. D. Usinskij and Comparative Education. In: Comparative Education in Teacher Training. Volume 2, Sofia (Bulgaria) 2003, ISBN 954-9842-05-3, S. 43–46.
- Reinhard Golz: Länderstudie Polen. In: M. Seyfarth-Stubenrauch, E. Skiera (Hrsg.): Reformpädagogik und Schulreform in Europa. Bd. 2. Schneider-Verlag, Baltmannsweiler 1996, ISBN 3-87116-858-0, S. 475–486.
- Lothar Böttcher, Reinhard Golz (Hrsg.): Reformpädagogik und pädagogische Reformen in Mittel- und Osteuropa. LIT, Münster 1998, ISBN 3-8258-2518-3.
- Reinhard Golz, Wolfgang Mayrhofer: Luther and Melanchthon in the Educational Thought in Central and Eastern Europe. LIT, Münster 1998, ISBN 3-8258-3490-5.
- Reinhard Golz (Hrsg.): Internationalization, Cultural Difference and Migration. Challenges and Perspectives of Intercultural Education. LIT, Münster 2005, ISBN 3-8258-8755-3.
- Reinhard Golz, Alexandr Ostrovskij (Hrsg.): Probleme und Wege der Integration jüdischer Immigranten. Schneider-Verlag, Baltmannsweiler 2007, ISBN 978-3-8340-0267-9 (auch in Russisch: Проблемы и пути интеграции еврейских иммигрантов. Baltmannsweiler 2008, ISBN 978-3-8340-0434-5)
- Reinhard Golz: Comparative Pedagogy in Russia - Historic and Current Discourses. In: Comparative Education at Universities World Wide. Bureau for Educational Services, Sofia 2013, ISBN 978-954-92908-2-0, S. 122–129.
- Arthur Ellis, Reinhard Golz, Wolfgang Mayrhofer: The Education Systems of Germany and Other European Countries of the 19th Century in the View of American and Russian Classics: Horace Mann and Konstantin Ushinsky. In: R. Kucha, S. Cudak (Hrsg.): The Old and New Thinking about Education. Wydawnictwo Spolecznej Akademii Nauk, Łódź  2013, ISBN 978-83-62916-62-7, S. 9–38.

## Nachweise
1. 1 2  Forschungsportal Sachsen-Anhalt. 12. März 2024, abgerufen am 27. Oktober 2024.
2. ↑  Prof. em. Dr. Reinhard Golz - Biographische Notizen; Biographic Notes; Биографические Заметки. Abgerufen am 27. Oktober 2024.
3. ↑  „International Dialogues on Education: Past and Present“
4. ↑  Editorial Team | International Dialogues on Education Journal. Abgerufen am 15. November 2024.
5. ↑  Prof. em. Dr. Reinhard Golz - Forschungsinteressen; Research Interests; Исследовательские Интересы. Abgerufen am 27. Oktober 2024.

| Personendaten    | Personendaten                       |
| ---------------- | ----------------------------------- |
| NAME             | Golz, Reinhard                      |
| KURZBESCHREIBUNG | deutscher Erziehungswissenschaftler |
| GEBURTSDATUM     | 28. Oktober 1943                    |
| GEBURTSORT       | Stettin                             |